# Ceropegia arnottiana
Ceropegia arnottiana ist eine Pflanzenart aus der Unterfamilie der Seidenpflanzengewächse (Asclepiadoideae). 

## Merkmale

### Vegetative Merkmale
Ceropegia arnottiana ist eine ausdauernde, krautige Pflanze mit kugeligen Wurzelknollen. Die Triebe sind windend, oder auch kriechend, und kahl. Blätter sind kurz gestielt, die Stiele sind 0,6 bis 1,25 cm ("¼ bis ½ inch") lang. Die eher steifen Blattspreiten sind schmal lanzettlich bis linealisch, 7,5 bis 12,5 cm ("3 bis 5 inches") lang und 0,6 bis 2,5 cm ("¼ bis 1 inch") breit. Die Spreiten sind kahl oder sehr fein flaumig behaart.

### Blütenstand und Blüten
Der 2- bis vielblütige Blütenstand ist mehr oder weniger lang gestielt, die etwas behaarten Stiele sind 0,6 bis 2,5 cm lang. Die Kelchblätter sind rd. 6 mm lang. Die fünfzähligen, zwittrigen Blüten sind zygomorph und mit einer doppelten Blütenhülle versehen. Die Blütenkrone ist 2,7 bis 5,4 cm lang, die fünf Kronblätter sind zu einer außen kahlen Kronröhre (Sympetalie) verwachsen. Die Kronröhre ist im unteren Viertel bis Drittel eiförmig aufgebläht. Die Kronröhre ist grün gefärbt, im Bereich des Kronkessels auch mit sehr feinen, purpurnen Längsstreifen versehen. Die Kronblattzipfel sind schmal linealisch, 1,5 bis 3,2 cm lang und mit den Enden verwachsen. Sie bilden eine länglich-elliptische, käfigartige Struktur. Die Lamina der Zipfel sind über der dreieckigen Basis entlang der Mittelrippe vollständig zurückgebogen, zum oberen Ende zu klaffen sie wieder etwas. Die Zipfel sind innen kahl, die äußeren Ränder sind bewimpert. Der "Käfig" ist in der unteren Hälfte grün, in der oberen Hälfte purpurfarben. Die Nebenkrone ist ungestielt. Die Zipfel der interstaminalen, äußeren Nebenkrone sind dreieckig, mittig eingeschnitten und so zwei dreieckige Fortsätze bildend. Die Zipfel der staminalen, inneren Nebenkrone sind linealisch geformt und stehen aufrecht.

### Früchte und Samen
Die glatten Balgfrüchte sind rund 10 cm ("4 inches") lang, die linealisch-länglichen Samen sind rund 2,5 mm ("1/10 inch") lang.

### Ähnliche Arten
Die Art ist nahe mit Ceropegia pusilla und Ceropegia aridicola verwandt. Die
Blüte ähnelt der Blüte von Ceropegia stenantha.

## Geographische Verbreitung und Ökologie
Das Verbreitungsgebiet erstreckt sich von den indischen Bundesstaaten Goa und Karnataka im Westen und Süden, über den nordostindischen Bundesstaat Meghalaya, weiter nach Thailand und Myanmar (Bago, Yangon). 
Die Art wächst dort in tropischen Wäldern von etwa 30 m bis 1050 m über Meereshöhe. Im indischen Bundesstaat Meghalaya blüht sie im September. 

## Systematik und Taxonomie
Das Taxon wurde 1834 von Robert Wight in den Contributions to the Botany of India (S. 32) erstmals beschrieben. Das Taxon wird sowohl in der Plant List wie auch der Ceropegia Checklist als gültiges Taxon akzeptiert.

## Belege